# بیلی هیوز

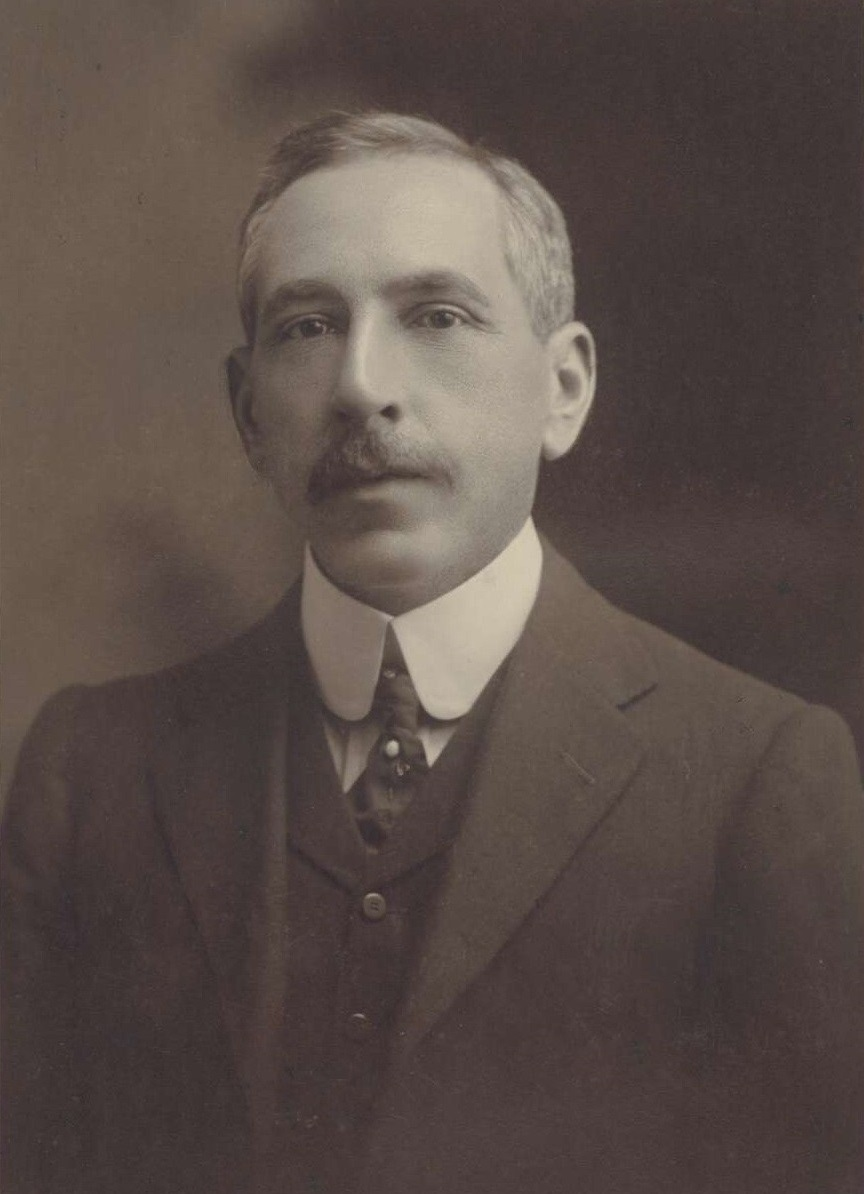
هیوز به عنوان یک عضو از مجلس استرالیا

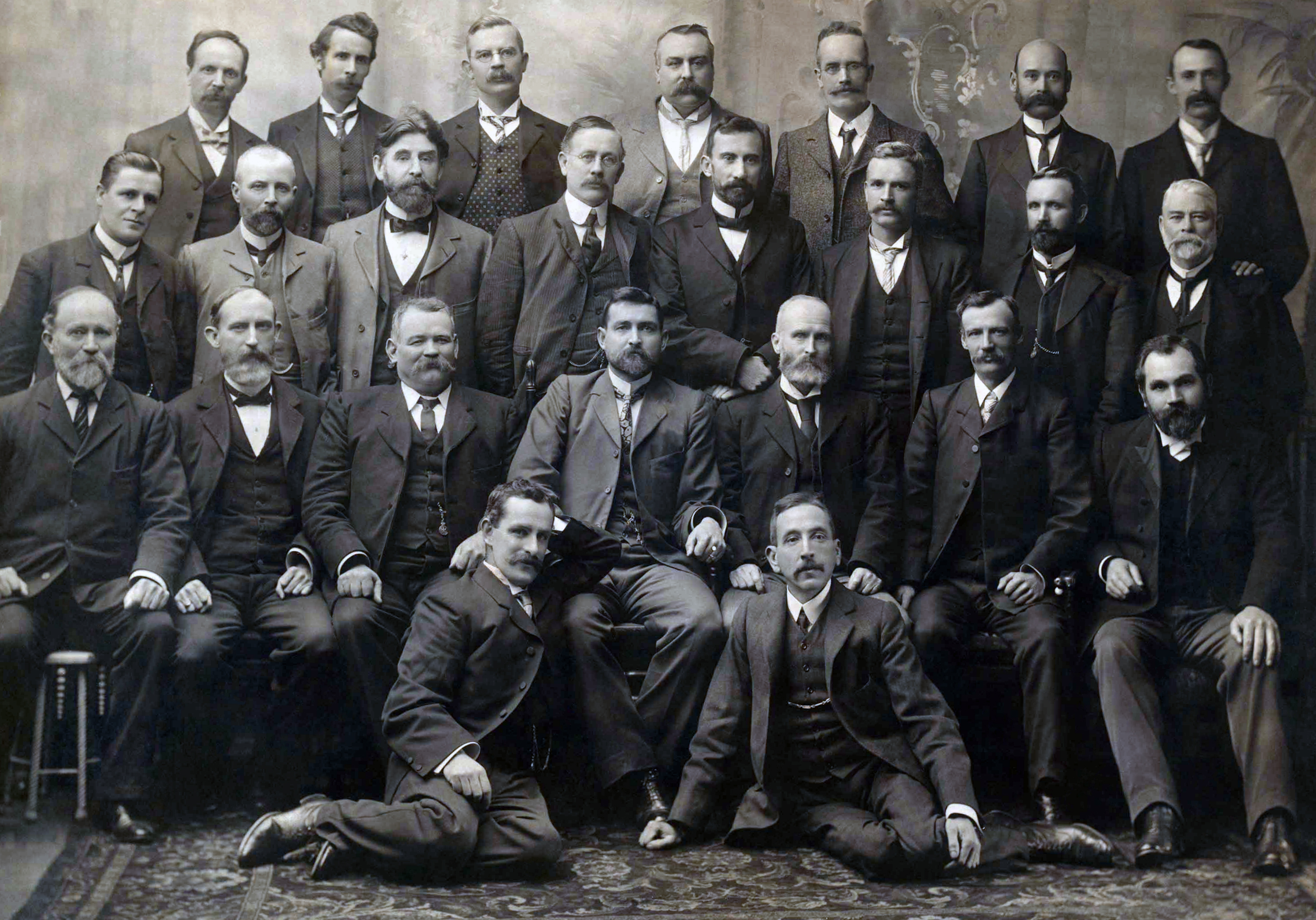
گروه عکس از همه فدرال حزب کارگر پارلمان منتخب در مراسم تحلیف ۱۹۰۱ انتخابات از جمله کریس واتسونبا اندرو فیشر، Hughes و فرانک خانواده سلطنتی تودور.

ویلیام موریس بیلی هیوز (۲۵ سپتامبر سال ۱۸۶۲ – ۲۸ اکتبر ۱۹۵۲) سیاستمدار استرالیایی و هفتمین نخست‌وزیر استرالیا است او از حزب کارگر بود.